# Paratriodonta cinctipennis
Paratriodonta cinctipennis är en skalbaggsart som beskrevs av Lucas 1846. Paratriodonta cinctipennis ingår i släktet Paratriodonta och familjen Melolonthidae. Inga underarter finns listade i Catalogue of Life.